# Durval Vieira de Aguiar
Durval Vieira de Aguiar (?, século XIX) foi um militar e escritor brasileiro, conhecido por sua obra Descrições Práticas da Província da Bahia, na qual relata a situação dos municípios baianos no final do Império.
Sua obra é citada como referência em Os Sertões, de Euclides da Cunha, e em diversos trabalhos após.
O Tenente-Coronel Durval Vieira de Aguiar foi incumbido pelo Governo da Província de empreender uma viagem, em 1882, para inspecionar os destacamentos policiais do estado. Segundo Euclides da Cunha era "enérgico e resoluto" e ainda "inteligente e perspicaz", tendo atravessado todo o sertão - que o escritor qualificou com "paragens perigosas". Dessa inspeção publicou, depois, o livro com os dados então obtidos.
Quando da Proclamação da República (1889) comandava o Corpo de Polícia da capital baiana, tendo aderido ao movimento no dia 17 de novembro.